# 28 Andromedae
28 Andromedae, indicata anche GN Andromedae nella nomenclatura delle stelle variabili, è una stella gigante bianca di magnitudine 5,22 situata nella costellazione di Andromeda. Dista 185 anni luce dal sistema solare.

## Osservazione
Si tratta di una stella situata nell'emisfero celeste boreale; grazie alla sua posizione non fortemente boreale, può essere osservata dalla gran parte delle regioni della Terra, sebbene gli osservatori dell'emisfero nord siano più avvantaggiati. Nei pressi del circolo polare artico appare circumpolare, mentre resta sempre invisibile solo in prossimità dell'Antartide. La sua magnitudine pari a 5,2 fa sì che possa essere scorta solo con un cielo sufficientemente libero dagli effetti dell'inquinamento luminoso.
Il periodo migliore per la sua osservazione nel cielo serale ricade nei mesi compresi fra settembre e febbraio; nell'emisfero nord è visibile anche per un periodo maggiore, grazie alla declinazione boreale della stella, mentre nell'emisfero sud può essere osservata solo durante i mesi della tarda primavera e inizio estate australi.

## Caratteristiche fisiche
La stella è una gigante bianca; possiede una magnitudine assoluta di 1,45 e la sua velocità radiale negativa indica che la stella si sta avvicinando al sistema solare. Variabile Delta Scuti, la sua luminosità varia di 0,05 magnitudini in un periodo di 1 ora e 40 minuti.